# Turpial de Saint Lucia
El turpial de Saint Lucia (Icterus laudabilis) és un ocell de la família dels ictèrids (Icteridae).

## Hàbitat i distribució
Habita la selva pluvial i el camp obert amb arbres dispersos de l'illa de Saint Lucia, a les Antilles.